# Einzeller des Jahres
Der Einzeller des Jahres wird von der Gesellschaft für Eukaryotische Mikrobiologie (früher: Deutsche Gesellschaft für Protozoologie) bestimmt.
Im Mai 2007 hat die Deutsche Gesellschaft für Protozoologie auf einer Tagung in Salzburg erstmals einen Einzeller des Jahres gewählt. Mit ihrer Wahl wollten die Wissenschaftler darauf aufmerksam machen, dass die große Gruppe der Einzeller eine wichtige Rolle für die Ökosysteme der Erde spielt. Mit Ausnahme 2008 wurden seither jährlich Einzeller des Jahres ernannt.

## Bisher bestimmte Einzeller des Jahres

### Einzeller des Jahres Deutschland (1999–2022)
| Jahr | deutscher Name           | wissenschaftlicher Name | Abbildung                    |
| ---- | ------------------------ | ----------------------- | ---------------------------- |
| 2007 | Pantoffeltierchen        | Paramecium              | 2007 Paramecium aurealia     |
| 2008 | –                        | –                       | –                            |
| 2009 | Wimpertierchen-Gattung   | Tetrahymena             | 2009 Tetrahymena thermophila |
| 2010 | Augentierchen            | Euglena                 | 2010 Euglena                 |
| 2011 | Schleimpilz-Gattung      | Dictyostelium           | 2011 Dictyostelium           |
| 2012 | Amöben-Gattung           | Acanthamoeba            | 2012 Acanthamoeba            |
| 2013 | Sonnentierchen           | Actinophrys sol         | 2013 Actinophrys sol         |
| 2014 | Trompetentierchen        | Stentor                 | 2014 Stentor                 |
| 2015 | Vampiramöben-Gattung     | Vampyrella              | 2015 Vampyrella              |
| 2016 | Trichomonas              | Trichomonas vaginalis   | 2016 Trichomonas vaginalis   |
| 2017 | Kragengeißeltierchen-Art | Diaphanoeca grandis     | 2017 Diaphanoeca grandis     |
| 2018 | Tintinnen                | Dictyocysta mitra       | 2018 Dictyocysta mitra       |
| 2019 |                          | Nuclearia               | 2019 Nuclearia thermophila   |
| 2020 | Dinoflagellaten-Art      | Dinophysis acuta        | 2020 Dinophysis acuta        |
| 2021 | Schleimpilz-Art          | Physarum polycephalum   | 2021 Physarum polycephalum   |
| 2022 | Darmerreger-Gattung      | Blastocystis            | 2022 Blastocystis sp.        |

### Einzeller des Jahres Deutschland und Österreich (2023–2025)
| Jahr | deutscher Name                  | wissenschaftlicher Name | Abbildung |
| ---- | ------------------------------- | ----------------------- | --------- |
| 2023 | Koloniebildendes Wimpertierchen | Ophrydium versatile     |           |
| 2024 | Flagellaten-Gattung             | Cafeteria               |           |
| 2025 | Gepanzertes Wimpertierchen      | Coleps                  |           |